# Vandœuvres
Vandœuvres (toponimo francese) è un comune svizzero di 2 453 abitanti del Canton Ginevra.

## Storia

### Simboli
Lo stemma è stato approvato dal Consiglio di Stato il 12 giugno 1924 su proposta del consiglio comunale.
La conchiglia è attributo di san Giacomo, patrono dell'antica parrocchia. Il segno del passaggio a Vandœuvres di pellegrini diretti a Santiago di Compostela è testimoniato dal ritrovamento di una conchiglia vicino a uno scheletro durante gli scavi archeologici effettuati sotto la chiesa protestante del paese.

## Società

### Evoluzione demografica
L'evoluzione demografica è riportata nella seguente tabella:
Abitanti censiti

## Amministrazione
Ogni famiglia originaria del luogo fa parte del comune patriziale che ha la responsabilità della manutenzione di ogni bene comune.